# Thelyphonus samoanus
Espèce
Synonymes
- Abalius samoanus Kraepelin, 1897
- Abaliella samoana (Kraepelin, 1897)

Thelyphonus samoanus est une espèce d'uropyges de la famille des Thelyphonidae.

## Distribution
Cette espèce est endémique d'Upolu aux Samoa.

## Étymologie
Son nom d'espèce lui a été donné en référence au lieu de sa découverte, les Samoa.

## Publication originale
- Kraepelin, 1897 : Revision der Uropygi Thor. (Thelyphonidae auct.). Abhandlungen aus dem Gebiete der Naturwissenschaften herausgegeben vom Naturwissenschaftlichen Verein in Hamburg, vol. 15, p. 1–58.